# Cros (Gard)

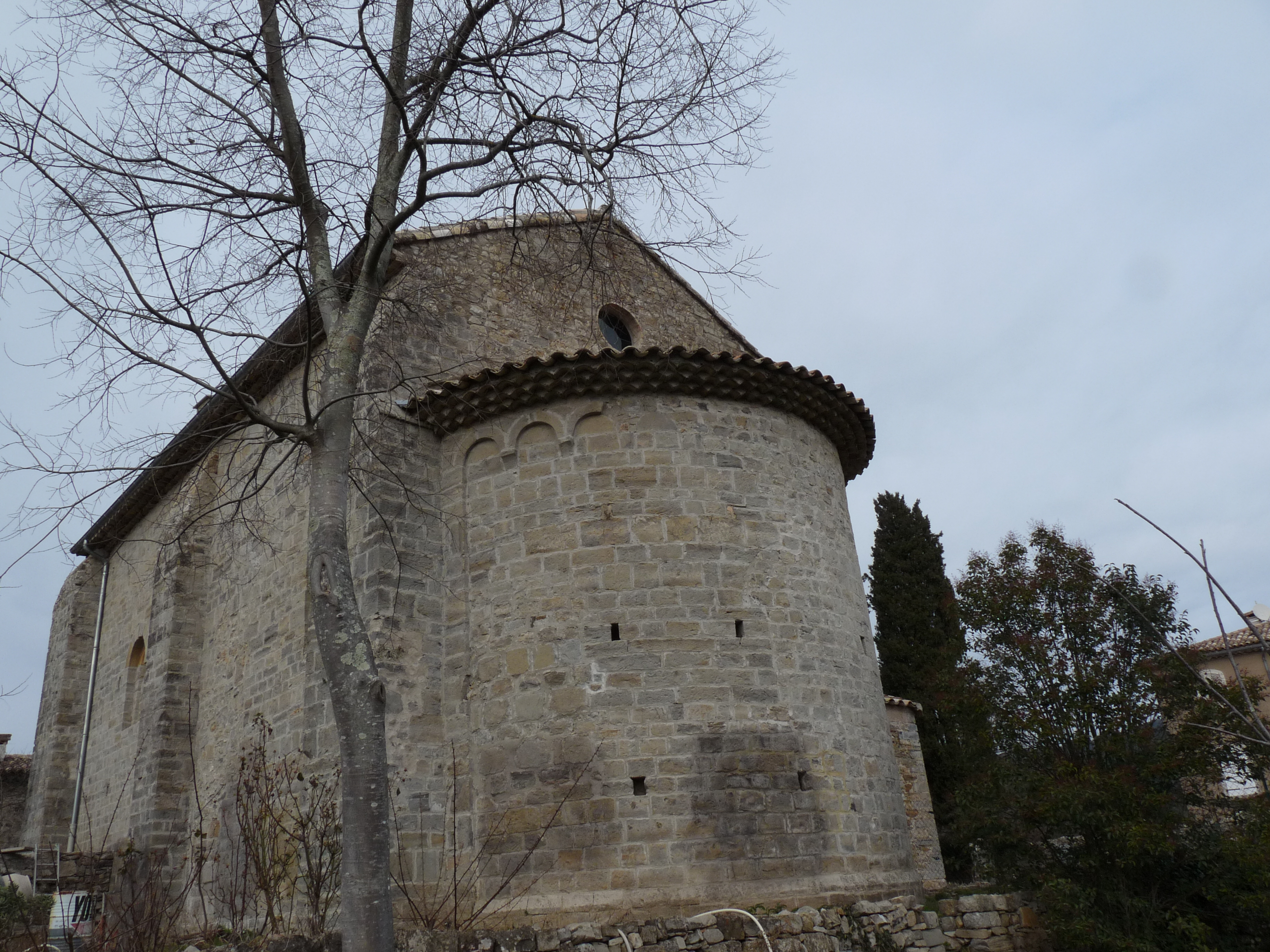
Kirche St-Vincent

Cros ist eine aus mehreren Weilern (hameaux) und Einzelgehöften bestehende Gemeinde mit 256 Einwohnern (Stand 1. Januar 2022) im südfranzösischen Département Gard.

## Lage
Cros liegt am Oberlauf der Vidourle ca. 20 km (Fahrtstrecke) nordwestlich der Kantonshauptstadt Quissac in den südlichen Ausläufern der Cevennen in einer Höhe von ca. 250 m ü. d. M. Nächstgelegene Großstadt ist Montpellier (ca. 58 km südlich). Das Klima ist gemäßigt; Regen fällt verteilt über das ganze Jahr.

## Bevölkerungsentwicklung
| Jahr      | 1800 | 1851 | 1901 | 1954 | 1999 | 2017 |
| Einwohner | 1010 | 904  | 646  | 323  | 213  | 249  |

Der kontinuierliche Rückgang der Einwohnerzahlen seit der Mitte des 19. Jahrhunderts ist im Wesentlichen auf die Mechanisierung der Landwirtschaft und den damit einhergehenden Verlust an Arbeitsplätzen zurückzuführen. Außerdem entvölkerten sich nahezu alle Bergregionen Frankreichs zugunsten der Städte in den Tallagen.

## Wirtschaft
Die Bewohner der Gemeinde lebten jahrhundertelang als Selbstversorger von Ackerbau und Viehzucht (Schafe, Ziegen). Im 19. Jahrhundert entstanden im Tal der Vidourle und ihren Nebenbächen mehrere mechanische Woll- und Seidenspinnereien. Heute sind die Forstwirtschaft und der Tourismus von Bedeutung.

## Geschichte
Im Weiler Cros errichtete das Bistum Nîmes um das Jahr 1200 ein Priorat; die anderen Weiler scheinen allesamt jüngeren Datums zu sein. Die gesamte Gegend am südlichen Cevennenrand wurde im 16. Jahrhundert protestantisch und blieb es bis zum heutigen Tag.

## Sehenswürdigkeiten
- Die ehemalige romanische Prioratskirche St-Vincent (43° 59′ 14″ N, 3° 50′ 14″ O) entstand um das Jahr 1200; zu ihrem Bau wurden unregelmäßig behauene Bruchsteine verwendet. Der einschiffige schmuck- und turmlose Bau hat nur zwei durch Strebepfeiler stabilisierte tonnengewölbte Joche und eine deutlich niedrigere halbrunde, innen wie außen ungegliederte Apsis, die im Äußeren einen – größtenteils zerstörten – Rundbogenfries unterhalb der Dachtraufe zeigt. Die Kirche wurde im Jahr 1961 zum Monument historique[3] erklärt und im Jahr 2012 gründlich restauriert.
- Die im frühen 19. Jahrhundert erbaute protestantische Kirche (temple) wurde im Jahr 2010 einer gründlichen Restaurierung unterzogen.
- Eine im Jahr 1823 gebaute Mühle wurde im Jahr 1837 in eine Seidenspinnerei umgewandelt. Sie ist seit 1995 in die Inventarliste der Monuments historiques eingetragen.[4]
- Im selben Jahr wurden auch zwei ehemalige Seidenspinnereien in die Inventarliste der Monuments historiques aufgenommen.[5][6] Beide Bauten dienen heute als Wohnhäuser.